# Ajdinovići (Republika Serbska)
Ajdinovići (cyr. Ајдиновићи) – wieś w Bośni i Hercegowinie, w Republice Serbskiej, w gminie Višegrad. W 2013 roku liczyła 2 mieszkańców.